# گوتهنیک (دهانه)
گوتهنیک یک دهانه برخوردی در ماه‌ است.